# لارس أريكسون
لارس أريكسون (6 فبراير 1926 - 1 يناير 1994) هو لاعب كرة قدم سويدي سابق كان يلعب كلاعب وسط، شارك في الألعاب الأولمبية الصيفية 1952.
- لارس أريكسون على موقع قاعدة بيانات كرة القدم.إي يو (الإنجليزية)
- لارس أريكسون على موقع ناشيونال فوتبول تيمز (الإنجليزية)
- لارس أريكسون على موقع عالم كرة القدم.نت (الإنجليزية)
- لارس أريكسون على موقع أوليمبيديا (الإنجليزية)
- لارس أريكسون على موقع اللجنة الأولمبية السويدية (السويدية)